# Maripipi
Maripipi è una municipalità di quinta classe delle Filippine, situata nella Provincia di Biliran, nella Regione del Visayas Orientale.
Maripipi è formata da 15 baranggay:
- Agutay
- Banlas
- Bato
- Binalayan East
- Binalayan West
- Binongto-an (Poblacion Norte)
- Burabod
- Calbani
- Canduhao
- Casibang
- Danao
- Ermita (Poblacion Sur)
- Ol-og
- Trabugan
- Viga